# 羅臼灯台
羅臼灯台（らうすとうだい）は、北海道目梨郡羅臼町にある灯台。
灯台までの急坂路は舗装され、冬以外は乗用車でも登れ、灯台周囲は災害時の避難場所も兼ね公園化されている。
灯台からは羅臼港、国後島が眼前に広がり、灯台の周囲は高さ70 mの断崖となっている。

## 沿革
- 1971年（昭和46年）11月17日 - 塗色紅白横線塗、光度90万カンデラ、光達距離24海里、毎年1月20日から3月19日まで休灯（ただし、船舶が航行できる場合は、この期間内も点灯）として、新設[1]。
- 1993年（平成5年）3月29日 - 通年点灯とする[3]。
- 2002年（平成14年）4月1日 - 塗色を白地に赤横帯二本塗へ、灯質を単閃白光 毎10秒に1閃光へ、光度を実効光度43万カンデラへ、光達距離を23海里へ変更する[4]。
- 2007年（平成19年）12月4日 - 光度を実効光度14万カンデラへ、光達距離20.5海里へ変更する[5]。

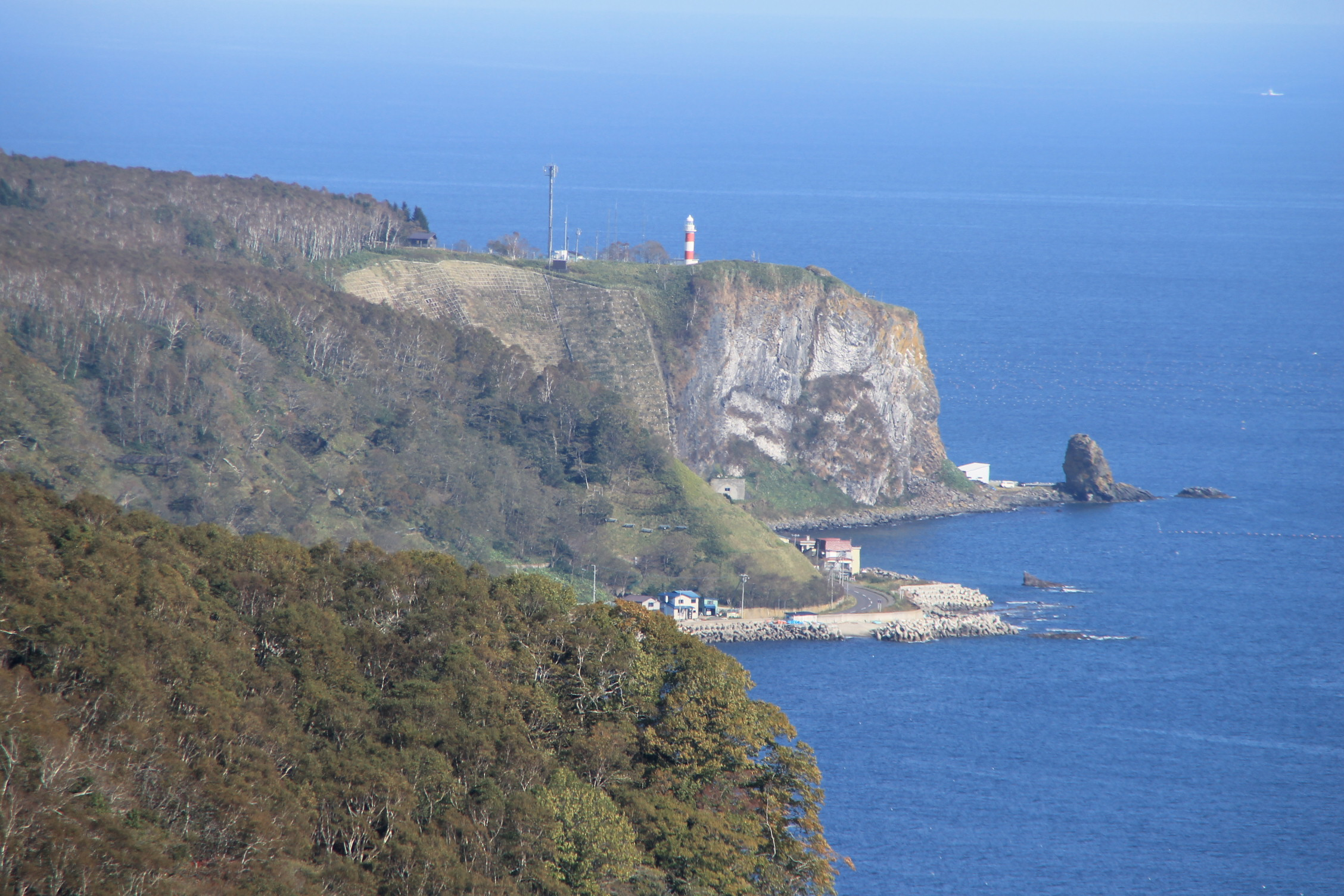
羅臼国後展望塔から
羅臼灯台を望む。